# Вольфсбергер
«Вольфсбергер» (нім. Wolfsberger AC) — австрійський футбольний клуб із Вольфсберга. Заснований 1931 року, домашні матчі приймає на стадіоні «Лавантталь-Арена» місткістю 7300 глядачів.

## Історія
«Вольфсбергер АК» був заснований Адольфом Птазковським, Карлом Вебером, Германом Майєргофером, Францом Хафнером та Міхаелем Шлахером у 1931 році. Провівши перші тридцять сім років свого існування на нижчих рівнях австрійської ліги, клуб врешті-решт, у 1968 році, досяг підвищення до Австрійської регіональної ліги, яка на той час була на другому рівні піраміди. ВАХ залишався на цьому рівні, за одним винятком у сезоні 1977–78 років, протягом наступних сімнадцяти років, зарекомендувавши себе як команда середини таблиці.
В кінці сезону 1984–85 років «Вольфсбергер» зрештою опустився до третього рівня. Клуб повернувся для ще двох матчів другого рівня протягом сезонів 1988–89 та 1990–91 років, але щоразу одразу вилітав. У 1994 році клуб став одним із засновників відновленої Регіональної ліги як третій рівень піраміди. Після перших кількох років участі в боротьбі за підвищення в новій лізі, сила клубу поступово зменшилася і зрештою призвела до вильоту в кінці сезону 2001–02 років.
У 2007 році WAC та сусідній клуб SK «St. Andrä» вирішили розпочати співпрацю. Хоча обидва клуби залишалися окремими організаціями, вони тісно співпрацювали майже з усіх аспектів: «Центральні сфери обох клубів, такі як адміністрація, менеджмент, економіка, маркетинг, гастрономія, а також спортивна секція як ядро (як старша, так і юніорська команди), будуть централізовано адмініструватися з новостворених офісів WAC/St. Andrä у Вольфсберзі». Оскільки «SK St. Andrä» грав у Регіональній лізі, команда починала на цьому рівні, звідки у 2010 році вийшла до Другої Бундесліги. Наприкінці сезону 2011–12 років співпраця забезпечила вихід до Бундесліги за один тур матчів до кінця. Невдовзі після цього співпраця була розірвана; таким чином, «Вольфсбергер» вперше у своїй історії змагався як незалежний клуб на найвищому рівні австрійського футболу.
Після першого року у найвищому дивізіоні вони посіли 5-е місце. Після закінчення сезону менеджер Ненад Б'єлиця покинув клуб і став менеджером столичної «Аустрії», чемпіона сезону 2012–13 років. Його замінив Слободан Грубор, але після слабких виступів у новому сезоні його замінив Дітмар Кюбауер.
«Вольфсбергер» вперше у своїй історії кваліфікувався до групового етапу Ліги Європи сезону 2019–20, посівши третє місце в чемпіонаті Австрії 2018/19 років. Вони вибули з 1/16 фіналу після поразки за загальним рахунком 8–1 від англійського «Тоттенгем Готспур».

## Досягнення
Кубок Австрії:
- Володар (1): 2025

Австрійська бундесліга
- 3-й призер (2): 2019, 2020